# تاريخ الاتصال الراديوي

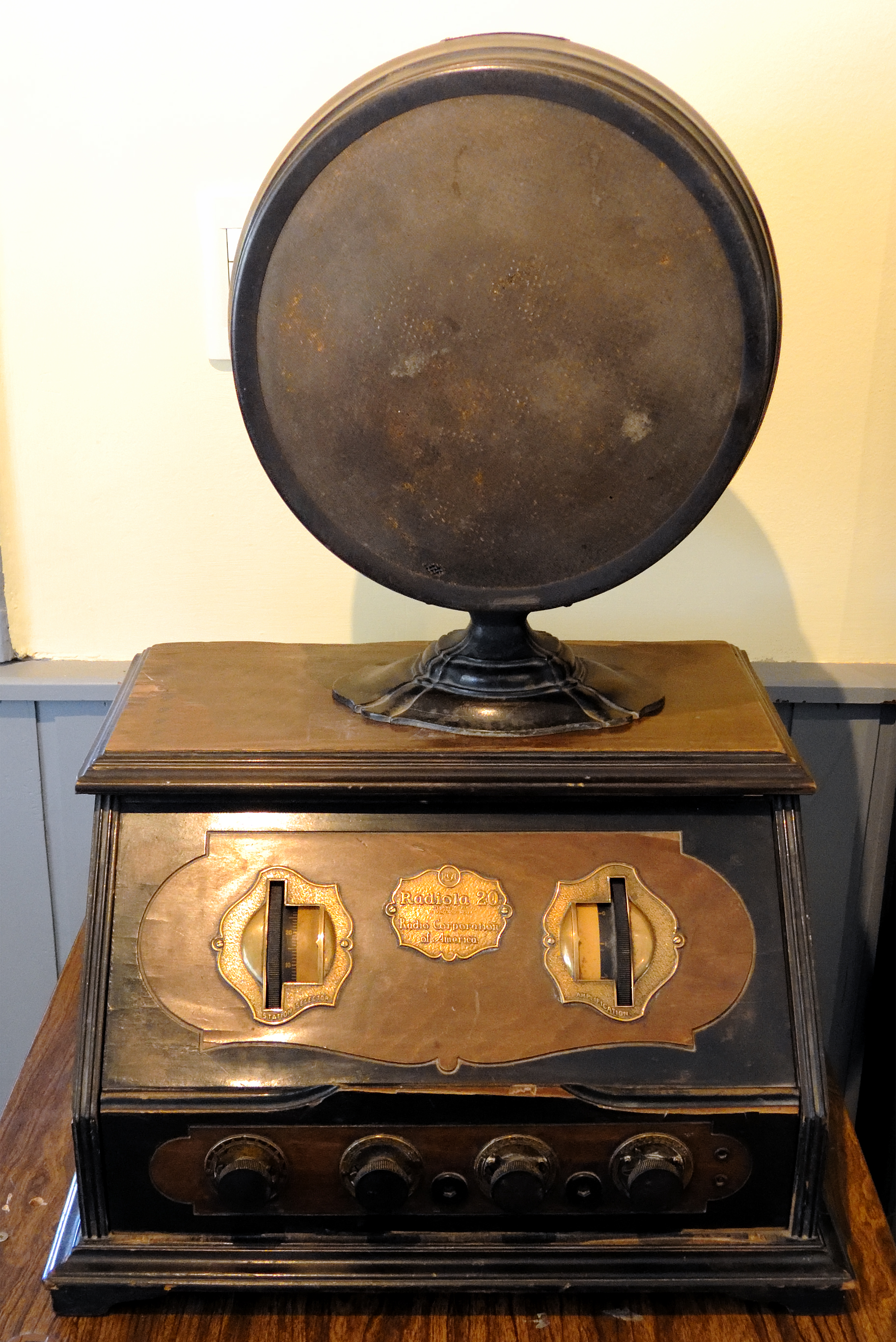

إن تاريخ الاتصال الراديوي في المراحل المبكرة هو تاريخ التكنولوجيا التي أنتجت أجهزة راديوية تستخدم الموجات الراديوية. ضمن الجدول الزمني لتاريخ الاتصال الراديوي، ساهم أشخاصٌ كثر بالنظريات والاختراعات التي أدت للوصول إلى ما يعرف بالاتصال الراديوي. بدأ تطوير الاتصال الراديوي على انه إبراق لاسلكي. فيما بعد راح تاريخ الاتصال الراديوي يتضمن أمور متعلقة بالإذاعة.

## ملخص

### الاختراع
تسبق فكرة الاتصالات اللاسلكية اكتشاف «الراديو» مع التجارب على «التلغراف اللاسلكي» عبر التحريض الكهربائي السعوي والنقل عن طريق الأرض والماء وحتى مسارات السكك الحديدية من ثلاثينيات القرن التاسع عشر. برهن جيمس كليرك ماكسويل من خلال الصيغ النظرية والرياضية في عام 1864 أن الموجات الكهرومغناطيسية يمكن أن تنتشر عبر الفضاء الحر. من المحتمل أنه أُجريَ الإرسال الأول المقصود للإشارة عن طريق الموجات الكهرومغناطيسية في تجربة قام بها ديفيد إدوارد هيوز في حوالي عام 1880، على الرغم من أنه كان يُعتبر مجرّد استقراء في ذلك الوقت.
في عام 1888 تمكن هاينريش رودولف هيرتز بشكل قاطع من إثبات الموجات الكهرومغناطيسية المنقولة جوًا في تجربة تؤكد نظرية ماكسويل في الفيزياء الكهرومغناطيسية. بعد اكتشاف «الموجات الهرتزية» (استغرق الأمر ما يقارب 20 عامًا حتى اعتُمدَ المصطلح «راديو» عالميًا لهذا النوع من الإشعاع الكهرومغناطيسي) قام العديد من العلماء والمخترعين بتجربة البث اللاسلكي، وحاول بعضهم تطوير نظام الاتصالات، وتعمّد البعض استخدام هذه الموجات الهرتزية الجديدة، والبعض الآخر لم يستخدمها. أظهرت نظرية ماكسويل أن الموجات الكهرومغناطيسية الضوئية والهرتزية الظاهرة على أطوال موجية مختلفة قد أدت إلى قيام علماء «أنصار ماكسويل» مثل جون بيري وفريدريك توماس تروتون وألكسندر تروتر إلى افتراض أن هذه الموجات الكهرومغناطيسية ستكون مشابهة للإشارات الضوئية. اعتبر المهندس الأمريكي نيكولا تيسلا أنها غير مجدية نسبيًا في التواصل لأن «الضوء» لا يمكن أن ينتقل أبعد من خط الأفق.
في عام 1892 كتب الفيزيائي ويليام كروكس عن إمكانات التلغراف اللاسلكي بناءً على موجات هرتزية. وفي عام 1893، اقترح تيسلا نظامًا لنقل الطاقة الاستخبارية واللاسلكية باستخدام الأرض كوسيلة لها. وشارك آخرون، مثل أموس دولبي، والسير أوليفر لودج، وريجنالد فيسيندين، وألكسندر بوبوف في تطوير المكونات والنظريات المرتبطة بنقل واستقبال الموجات الكهرومغناطيسية المحمولة جواً لعملهم النظري أو كوسائل محتملة للاتصال. على مدار عدة سنوات ابتداءً من عام 1894، بنى المخترع الإيطالي غولييلمو ماركوني أول نظام تلغراف لاسلكي كامل وناجح تجاريًا يعتمد على الموجات الهرتزية المحمولة جواً (البث الراديوي). وأظهر ماركوني تطبيق الراديو في الاتصالات العسكرية والبحرية، وبدأ بشركة لتطوير ونشر خدمات ومعدات الاتصالات اللاسلكية (الراديوية).

### القرن التاسع عشر
تطور معنى واستخدام كلمة «راديو» بالتوازي مع التطورات في مجال الاتصالات، ويمكن ملاحظة أن لها ثلاث مراحل متميزة: الموجات الكهرومغناطيسية والتجريب؛ والاتصالات اللاسلكية والتطوير التقني؛ والبث الإذاعي والتسويق.
قدَّم جيمس كلارك ماكسويل، في عرض تقديمي لعام 1864، نظرياته في الفيزياء الكهرومغناطيسية مع البراهين الرياضية، التي أظهرت وتوقعت أن تكون موجات الراديو والأشعة السينية والضوء كلها من أنواع الموجات الكهرومغناطيسية التي تنتشر عبر الفضاء الحر. في 1886-1888 أجرى هاينريش رودولف هيرتز سلسلة من التجارب التي أثبتت وجود موجات ماكسويل الكهرومغناطيسية، باستخدام التردد الذي سُمّيَ فيما بعد بالطيف الراديوي. قام العديد من الأفراد -المخترعين والمهندسين والمطورين ورجال الأعمال- ببناء أنظمة قائمة على فهمهم الخاص لهذه الظواهر وغيرها، وبعضها يسبق اكتشافات ماكسويل وهيرتز. وبالتالي، يمكن أن ينسب كل من «التلغراف اللاسلكي» والأنظمة القائمة على الموجات الراديوية إلى «مخترعين» متعددين. امتد التطوير من عرض توضيحي مخبري إلى كيان تجاري لعدة عقود وتطلب جهود العديد من الممارسين.
في عام 1878، لاحظ ديفيد إيدوارد هيوز أنه يمكن سماع الشرر في جهاز استقبال الهاتف عند تجربة الميكروفون الكربوني الخاص به. طوّر هذا الكاشف القائم على الكربون بشكل أكبر، وفي النهاية تمكن من اكتشاف الإشارات على بعد بضع مئات من الأمتار. قدَّم اكتشافه للجمعية الملكية في عام 1880، ولكن قيل له إنه مجرد استقراء، وبالتالي تخلى عن المزيد من الأبحاث. صادف توماس إديسون الظاهرة الكهرومغناطيسية أثناء تجربة التلغراف في مينلو بارك. لاحظ تأثير انتقال غير مُفسَّر أثناء تجربة التلغراف. أشار إلى ذلك باعتباره القوة الأثيرية في إعلان في 28 نوفمبر 1875.
نشر إليهو طومسون النتائج التي توصل إليها حول «فرضية» إديسون الجديدة، واعتبرها مرةً أخرى مجرَّد استقراء، وهو تفسير قبله إديسون. أراد إديسون الذهاب في العام التالي لإخراج براءة الاختراع الأمريكية 465,971 على نظام الاتصالات اللاسلكية الكهربائية بين السفن على أساس الازدواج الالكتروستاتيكي (أو الازدواج السعوي) باستخدام الماء والمحطات الطرفية المرتفعة. على الرغم من أن هذا لم يكن نظامًا لاسلكيًا، إلا أن إديسون كان سيبيع حقوق براءة الاختراع لصديقه غولييلمو ماركوني في شركة ماركوني في عام 1903، بدلًا من طرف آخر مهتم قد ينتهي به الأمر إلى العمل ضد مصالح ماركوني.

#### الموجات الهرتزية
نشر هاينريش رودولف هيرتز بين عامي 1886 و 1888، نتائج تجاربه حيث تمكن من نقل الموجات الكهرومغناطيسية (الموجات الراديوية) عبر الهواء، هذا ما يثبت نظرية ماكسويل الكهرومغناطيسية. ونظرًا لاكتشافات هيرتز الشاملة، أُشيرَ إلى الموجات الراديوية باسم «الموجات الهرتزية». بين عامي 1890 و 1892 اقترح فيزيائيون مثل جون بيري وفريدريك توماس تروتون وويليام كروكس الأمواج الكهرومغناطيسية أو الهرتزية كوسيلة مساعدة للملاحة أو وسيلة اتصال، مع كتابة كروكس حول إمكانيات التلغراف اللاسلكي القائمة على موجات هرتزية في عام 1892.
بعد معرفة عروض هيرتز للإرسال اللاسلكي، بدأ المخترع نيكولا تيسلا في تطوير الأنظمة الخاصة به استنادًا إلى أفكار هيرتز وماكسويل، فقد عمل بشكل أساسي من أجل تصميم وسيلة للإضاءة اللاسلكية وتوزيع الطاقة. واستنتج تيسلا أن هيرتز لم يثبت وجود موجات كهرومغناطيسية محمولة جواً (البث الإذاعي)، واستمر في تطوير نظام يعتمد على ما يعتقد أنه الموصل الأساسي، وهو الأرض. في عام 1893، وخلال العرض التوضيحي لأفكاره، في سانت لويس ميزوري، بمعهد فرانكلين في فيلادلفيا، اقترح تيسلا أن تكنولوجيا الطاقة اللاسلكية هذه يمكن أن تتضمن أيضًا نظامًا للاتصالات السلكية واللاسلكية للمعلومات. خلال محاضرة عن عمل هيرتز، بعد وقت قصير من وفاته، عرض البروفيسور أوليفر لودج وألكساندر مورهيد إشارات لاسلكية باستخدام موجات هرتزية (راديوية) في مسرح المحاضرات بمتحف جامعة أوكسفورد للتاريخ الطبيعي في 14 أغسطس 1894. خلال العرض التوضيحي أُرسِلَت موجات الراديو من مبنى مختبر كلاريندوم المجاور، واستقبلها جهاز في مسرح المحاضرة.
بناءً على عمل لودج، قام الفيزيائي الهندي البنغالي جاجاديش تشاندرا بوس بإشعال البارود ورن جرس على بعد مسافة، مستخدماً أفران ميكروويف ذات مدى موجي، ضمن عرض توضيحي عام في نوفمبر عام 1894 في قاعة مدينة كولكاتا في الهند. كتب بوس في مقال باللغة البنغالية، تحت عنوان «الضوء غير المرئي»: «يمكن للضوء غير المرئي أن يمر بسهولة من خلال الجدران المبنية من الطوب والمباني وما إلى ذلك. وبالتالي، يمكن إرسال الرسائل عن طريق ذلك دون وساطة من الأسلاك». نُقلَت أول ورقة علمية من بوس بعنوان «حول استقطاب الأشعة الكهربائية بواسطة بلورات مزدوجة الانكسار» إلى الجمعية الآسيوية في البنغال في مايو 1895.